# Партія розвитку та соціальної справедливості
Партія розвитку та соціальної справедливості (раніше Партія пенсіонерів України) — політична партія в Україні, зареєстрована в листопаді 1999 року. 

## Історія
Партія пенсіонерів України була зареєстрована Міністерством юстиції у листопаді 1999 році.
У 1998-2000 роках її очолював Іван Куньов.
На парламентські вибори 2002 р. Партія пенсіонерів України мала намір йти у складі виборчого блоку «Веселка», проте ЦВК скасував реєстрацію кандидатів від блоку.
На вибори 2006 р. ППУ пішла самостійно, набравши 0,2% голосів виборців. У Верховну Раду партія не потрапила. За підсумками депутатами місцевих рад від Партії пенсіонерів обрано 505 представників.
У позачергових парламентських виборах 2007 р. Партія пенсіонерів України брала участь у складі «Блоку партії пенсіонерів України».
Перша п'ятірка списку «Блоку партії пенсіонерів України» на парламентських виборах 2007:
- Фелікс Петросян, заступник голови Одеської обласної ради;
- Володимир Хмельницький, директор ВАТ «Укрюжавтотехсервіс»;
- Сергій Усольцев, директор компанії «Будівельні інвестиції»;
- Людмила Герасимова, президент Благодійного фонду імені Л. Герасимової;
- Тетяна Нагорна, голова Київської обласної організації Партії пенсіонерів України.

За підсумками виборчої кампанії блок отримав 0,14% голосів виборців.
26 травня 2010 р. помер тодішній голова Партії Петросян Фелікс Едуардович. 7 серпня 2010 р. на Х з’їзді Партії Пенсіонерів України головою обрано Петросяна Амрама Давидовича.
У виборах до місцевих рад 2010 р. 39 представників ППУ стали депутатами місцевих рад різних рівнів.
На парламентських виборах 2012 р. партія набрала 0.56%.
21 грудня 2013 р. в Одесі відбувся ХІІ з’їзд Партії, на якому головою обрано Кукуріку Миколу Миколайовича. До цього він очолював Харківську міську організацію.
25 травня 2014 р. Київська міська організація Партії взяла участь у дострокових виборах до Київської міської ради.
У вересні 2018 року Партія пенсіонерів України долучилась до блоку «За простих людей».
На місцевих виборах у 2010, 2017 та 2021 роках, представники партії були обрані депутатами у різних областях.

## Структура
У 2002 році до складу ППУ входять: обласних організацій — 27, міських організацій обласних центрів — 25, міських організацій обласного підпорядкування — 128, районних організацій — 425, селищних комірок — 445, первинних осередків — 3293. Всього на території України та АР Крим — 4343 організацій.
Також партія займається волонтерською діяльністю та має свій благодійний фонд "Розвиток та соціальна справедливість України", що допомагає українцям, які постраждали в результаті повномасштабного вторгнення Росії в Україну. Засновниками фонду є Мірошник Геннадій Володимирович та Рідна Ольга Юріївна, яка і є головою фонду за сумісництвом.